# Ogrodno
Ogrodno (deutsch Kavelsberg) ist ein Dorf in der polnischen Woiwodschaft Westpommern. Es gehört zur Gemeinde Połczyn-Zdrój (Bad Polzin) im Powiat Świdwiński (Schivelbein).

## Geografische Lage
Ogrodno liegt im nördlichen Bereich des Drawski Park Krajobrazowy (Landschaftsschutzpark Dramburg) und grenzt landschaftlich an das „Fünfseengebiet“. Die Entfernung nach Połczyn-Zdrój (Bad Polzin) beträgt fünf Kilometer auf einer Nebenstraße über Ogartówko (Neu Jagertow). In Połczyn-Zdrój befand sich bis zur Stilllegung der Strecke auch die nächste Bahnstation an der Strecke Świdwin (Schivelbein) – Grzmiąca (Gramenz).

## Ortsname
Der Name Kavelsberg soll sich von den Kaveln = Landstreifen, Parzellen am Berg - herleiten, wobei unklar ist, ob Kavel ein deutsches oder ein wendisches Wort ist. Wahrscheinlich ist der wendische Ursprung, denn da bedeutet Kawel = Stück, Anteil oder Los (verkaweln = verlosen).

## Geschichte
Kavelsberg war früher ein Teil des Rittergutes Jagertow (polnisch: Ogartowo). Zwischen 1831 und 1835 verpachtete Rittergutsbesitzer Bauck eine 444 Morgen große Buschfläche in einzelnen Parzellen und gründete dadurch die Kolonie Gavelsberg. 1906 wird sie unter dem Namen Kavelsberg eine selbständige Gemeinde.
Im Jahr 1939 waren in der 460,4 Hektar großen Gemeinde 207 Einwohner in 49 Haushaltungen gemeldet. Es gab 29 große bis mittelgroße landwirtschaftliche Betriebe, in denen 199 Menschen arbeiteten.
Kavelsberg gehörte bis 1945 mit den Gemeinden Brutzen (Brusno) und (Groß-) Poplow (Popielewo) zum Amts- und Standesamtsbezirk (Groß-)Poplow im Landkreis Belgard (Persante). Das zuständige Amtsgericht war in Bad Polzin. Die Polizeigewalt lag beim Oberlandjäger in Bramstädt (Toporzyk). 
Am 3. März 1945 drangen russische Truppen von Groß Poplow kommend in Kavelsberg ein. Vier Bauernhöfe und die Schule wurden sofort in Brand geschossen. Die ansässige Bevölkerung wurde vertrieben. Kavelsberg kam in polnische Hand und wurde unter dem Namen Ogrodno ein Teil der Gmina Połczyn-Zdrój im Powiat Świdwiński.

## Kirche
Kavelsberg hatte keine eigene Kirche. Gottesdienstort war die Marienkirche in Bad Polzin, zu deren Kirchspiel das Dorf gehörte. Es lag im Kirchenkreis Belgard in der Kirchenprovinz Pommern der evangelischen Kirche der Altpreußischen Union. Letzter deutscher Geistlicher war Pfarrer Hans Paust.
Heute gehört Ogrodno zum Kirchspiel Koszalin (Köslin) in der Diözese Pommern-Großpolen der Evangelisch-Augsburgischen Kirche in Polen.

## Schule
Das Kavelsberger Schulhaus wurde 1894 aus rotem Backstein erbaut. Eine Lehrerwohnung war in das Gebäude integriert. 1928 waren hier 16 Jungen und 33 Mädchen eingeschult. Am 3. März 1945 wurde das Schulhaus von russischen Soldaten in Brand geschossen, wobei auch die von den örtlichen Lehrern geführte Ortschronik vernichtet wurde.